# خوسيه فيغيرا
خوسيه فيغيرا (بالإنجليزية: José Figueira) هو لاعب كرة قدم بريطاني، ولد في 9 فبراير 1982 في كرولي في المملكة المتحدة.

## وصلات خارجية
- خوسيه فيغيرا على موقع قاعدة بيانات كرة القدم.إي يو (الإنجليزية)